# 京阪1000型電車 (2代)
京阪1000型電車（けいはん1000がたでんしゃ）は、京阪電気鉄道（京阪）が優等列車への充当を目的として1938年（昭和13年）に導入した電車（制御電動車）である。
1000型（2代）導入の前年、1937年（昭和12年）に導入された制御電動車1100型とともに、両運転台構造ながら一端の妻面を流線形状とした前後非対称の外観を特徴とする。ただし、1100型が車内座席をロングシート仕様としていたのに対して、1000型（2代）は転換クロスシート仕様であり、窓配置など一部構体設計も異なる。その後、1939年（昭和14年）には両妻面を貫通構造とした制御車1500型（2代）が、1943年（昭和18年）には1500型（2代）を両運転台構造とした制御車1200型がそれぞれ増備された。
上掲各形式は太平洋戦争終戦後には京阪本線における初代の特急用車両として運用され、後年一般車へ格下げされた後、1970年（昭和45年）まで運用された。
上掲各形式の製造当時は系列という概念が明確ではなかったが、各形式とも共通の設計思想を持ち、後にはこれらのグループのみで運用されるようになった。そのため後年発行された鉄道雑誌記事などにおいては、これら各形式を総称する形で「1000系」の表記も用いられる。本項では上掲各形式についてまとめて詳述し、また本文中にて各形式を総称する場合は「本系列」と表記する。

## 概要
1000型（2代）8両、1100型8両、1200型4両、1500型（2代）18両の合計38両が、1937年から1946年まで9年にわたって製造された。
製造時の形式番号および竣工日、製造所は以下の通り。
- 1100型 1101 - 1104　制御電動車
1937年12月 日本車輌製造本店
- 1100型 1105 - 1108　制御電動車
1937年12月 汽車会社東京支店
- 1000型 1001 - 1006　制御電動車
1938年3月 川崎車輌（現・川崎重工業）
- 1000型 1007 - 1010　制御電動車
1938年3月 田中車輛（現・近畿車輛）
- 1500型 1501 - 1503　制御車
1939年4月 川崎車輌
- 1500型 1504 - 1508　制御車
1940年12月 川崎車輌
- 1200型 1201 - 1204　制御車[注 1]
1943年4月 川崎車輌
- 1500型 1509　制御車
1946年8月 川崎車輌（車体は1944年7月に納入）
- 1500型 1510　制御車
1946年9月 川崎車輌（車体は1944年7月に納入）
- 1500型 1511 - 1512
1946年2月 川崎車輌（車体は1944年7月に納入）
- 1500型 1513　制御車
1946年5月 川崎車輌（車体は1944年7月に納入）
- 1500型 1514 - 1518　制御車[注 2]
1946年10月 近畿車輛

当時は明確な系列の概念がなく、また500型以降本系列までの京阪線電車は基本的に同系の制御器・主電動機・ブレーキシステムで一貫しており混用が可能であったため、1200型や1500型は新造当初は主として輸送力が不足する他形式車による編成の増結に多用された。同系車のみで編成を組んで走るようになるのは、特急運用を別にすれば1950年代後半以降のことであった。　

## 車体
1000・1100型は車体は半鋼製で車体裾部などにごくわずかリベットが残るものの電気溶接が多用され、窓上下の補強帯を外板の内側に隠したノーシル・ノーヘッダー構造とされ、また雨樋を屋根の高い位置に移設した張り上げ屋根構造となった。これにより、非常に平滑な、すっきりした印象を与える外観となっている。また、京阪線の線形改良工事の進展により、各形式とも車体長が在来車である700型の17.2mから更に延伸され、戦前の京阪では最大となる17.8mとなった。
本系列の特徴である流線型は1000型・1100型の片方の運転台にのみ採用され、両形式とも奇数車は三条寄り、偶数車は天満橋寄りの運転台が流線型とされた。流線型のデザインは60型とは異なり、国鉄モハ52形1次車と同様、片隅（半室）式の運転台を採用したこともあり、半円形の平面に傾斜のある窓を4枚並べたスタイルとなっている。この両形式は、国鉄EF55形電気機関車のように流線型と反対側の面にも、貫通路付きながら半流線型の片隅式運転台を装備していた。ただし、この運転台は京阪が当時実施していた1両単位の増解結や編成組替の便宜のために設置されたもので、こちら側を先頭とした営業運転は行われなかった。また、当時は併用軌道区間がまだ残っていたため、常用される流線型側の運転台下にはストライカーを取り付けて竣工している。
これら2形式についてはいずれの前面にも、屋根中央部に半分埋め込まれた流線型ケーシングに覆われた前照灯が設置され、その左右両側には当時の関西私鉄の一部で多用された押込式通風器が取り付けられ、左右の車体裾部に何故か取り付けられていたアンチクライマーと共にデザイン上のアクセントとなっていた。
これに対し準戦時体制下で、あるいは戦後の混乱期に竣工した1200型・1500型については従来通りの灯具が屋根上に無造作に取り付けてあり、前面の押込式通風器も省略された。
窓配置はそれぞれ1000型がd(1)D9D(1)1d（d：乗務員扉、D：客用扉、(1)：戸袋窓）、1100型がd1(1)D8D(1)1d、1500型がd1(1)D8D(1)2、1200型がd1(1)D8D(1)1d、となっており、600型（初代）・700型（初代）の仕様を踏襲するロマンスカーとして設計され、クロスシート装備であった1000型については、先行する両形式のレイアウトを踏襲し、流線型運転台側の客用扉を窓1枚分運転台寄りにずらした配置となっていた。
側窓は600型や700型と異なり、幅800mm、高さ950mmの縦長の形状の2段上昇式窓となり、軽快なイメージとなっている。縦長の窓はその後も長く京阪車両の特徴として受け継がれた。
戦前の絶頂期に設計製造された1000型・1100型の車内は茶色のリノリウムを床に敷き詰め、木製の部位はクリアラッカー仕上げのチーク材が使用された。1000型は扉間の窓7枚に両端を固定クロスシートとしてその間を5脚の転換クロスシートを配し、車端部と扉間の両端窓各1枚分にはロングシートを装備していた。
また、座席のモケットについては当時としては珍しく、ダークブラウンの地に上部にベージュの波形模様を入れた柄物が特注で採用されており、シックかつ優雅な室内を演出していた。
1000型・1100型の竣工時の外部塗装は上半部がレディッシュイエロー、下半分がブルーグリーンでその中間に50mmの白帯（銀色帯という説もあり）が巻かれており、当時としても非常にカラフルなデザインであった。これらのデザインコンセプトは本形式に先立って投入された新京阪線200型と共通する点が多い。
これに対し、戦中戦後の混乱期に製造された1500型・1200型では内装についてそこまでの高品質な設計・工作・資材の採用は望むべくもなく、大幅なグレードダウンが実施された。いずれの形式も通常材による木床・木製内装を採用し、その工作は竣工時期が遅い物ほど簡素化が進んだ。また、車体構造についても、車体長こそそのままであったが、1500型では張り上げ屋根が廃止されて屋根と側板の結合部にリベット打ちが復活、加えて窓下の補強帯であるウィンドウシルが再び露出するようになった。1200型では屋根構造が見直され、一旦横樋と縦樋を張り巡らせた状態ながら張り上げ屋根に戻されたがリベットは無くならず、戦後製造の1514以降では遂に木製帆布張りにまで逆行し、窓上のウィンドウヘッダーまで露出するようになった。しかもこのグループは外板そのものも厚みが減少した上、ひずみ取り加工が充分行われず竣工直後の時点で既に大きな波打ちが見られるなど、惨憺たる有様であった。

## 主要機器
主電動機は東洋電機製造TDK-517A1（端子電圧600 V時定格出力72 kW/665 rpmの吊り掛け式直流直巻電動機）、制御器は東洋電機製造ES-517で、いずれも先行する60型で採用された機器を基本としている。
これに対しブレーキについては、3両編成以上への長大編成化と在来車との併結時の互換性を念頭に置いて、日本エヤーブレーキ（現・ナブテスコ）が開発した高性能なA動作弁によるAMA/ACA自動空気ブレーキが京阪線向けとしては初採用された。
また、台車については以下の各形式が採用された。
- 日本車輌 NS-18（NS-18は京阪の社内呼称。日本車輌製造における形式はD18）
1000型全車に装着。
- 汽車会社 KS-18
1100・1200型全車と、1500型1501 - 1507・1509 - 1513に装着。
- 住友製鋼場ST-30
1500型1508に装着。このST30台車は本来貴賓車16号が落成当初装着したもので、当局の指導により両抱き式ブレーキ装備のNS84-35（日車での形式はD16に相当。この呼称はボールドウィン社の命名ルールに従い、軸距84インチ、心皿荷重35,000ポンドを示す）へ交換した際に余剰となっていたものを流用した。
- 近畿車輛 KSR-12
1500型1514 - 1518に装着。

いずれも、アメリカのボールドウィンAA形台車をデッドコピーした形鋼組み立て釣り合い梁式台車である。この内、戦後製造されたKSR-12は粗製濫造の傾向が強く、本来は1枚の鋼材を鍛造して製造されるべき釣り合い梁を、複数の薄い圧延鋼板のボルト締め組み立て品で代用してあり、これは後に正規の鍛造品に交換されている。

## 運用

### 1000型・1100型の登場
1937年10月、東海道本線の京都 - 吹田間の電化が完成し、京阪間で国鉄も電車の運転を開始した。それまで京阪本線・新京阪線（後の阪急京都本線）により京阪間の輸送需要で大きなシェアを占めていた京阪電気鉄道にとっては、新たな競合相手の出現であった。京阪は対抗措置としてダイヤ改正によるスピードアップ、さらには運賃の値下げにまで踏み切った。それまで京阪間の直通需要は新京阪線中心で対応してきた京阪であったが、京阪線についても国鉄への対抗上、新型車両の導入が必要とされた。
一方、600型の登場から10年の間に、京阪線では蒲生（現・京橋）－守口（現・守口市）間の専用軌道への移設や複々線化、集電装置のパンタグラフへの変更などにより、遅まきながら路面電車色の強い路線から高速電気鉄道へと脱皮しつつあった。
これらの環境の中で製造されたのが1000型・1100型である。路面電車のイメージをまだ残していた600・700型と比べ、高速電車らしいスタイルになっている。1000型は急行電車に、また1100型は他の列車種別を中心に運用された。

### 1500型・1200型の製造
1000型・1100型の登場当時すでに日本は日中戦争に突入しており、京阪もほどなく戦時輸送への対応を余儀なくされる。輸送力向上のため、1100型に中間車を組み込むこととなって登場したのが1500型である。1100型は8両4編成分在籍していたので、本来ならば1500型は4両必要になるが、1両は京阪唯一の貴賓車で当時遊休状態にあった16号を改造して組み込むこととなり、1939年に3両が製造された。続いて1000型も3連化するため、翌年5両が追加されている。中間車とはいえ、大阪方に運転台を持つ制御車として製造され、床に主電動機点検蓋を設けるなど将来の電装を考慮した構造になっていた。ただし、戦時下であるために1000型や1100型に比べ大幅に簡略化した素材や工法が用いられている。1000型の中間車として製造されたものもロングシートであった。
続いて1500型を両運転台とした1200型が製造される。こちらは当初500型に組み込んで運用され、塗装も500形に合わせられていた。
太平洋戦争中、1000型は4両、1100型は3両が留置車扱いとなり、電装品も取り外されて運用を離脱した。残った車両も1000型はクロスシートの数を減らすような改造が施されたりしたが、ロングシートへの改造は行われなかった。
戦後の1946年に、京阪線としては戦後初の新造車として、1500型が10両製造された。これが本系列の最後の製造となった。戦後製造の5両は、資材不足からさらに簡略化された造りになっていた。
留置状態だった車両は1946年から1948年にかけて順次復帰している。また、1949年には1200型の電装が製造から6年を経てようやく実現している。1949年9月27日朝のラッシュ時、大阪行き準急3両編成が香里園駅手前で3両目1201のパンタグラフ付近から出火、重軽傷者135名を出した。戦時中の粗悪な車両で、パンタグラフを昇降するボルトが折損して垂れ下がり、取付台の脆弱な絶縁布を走行の振動で擦り切り屋根に短絡（デッドアース）した事が原因で、停車後に自動式扉が開かなかった事が被害を拡大させた。

### 特急への使用
1950年9月に京阪本線で特急運転が開始されるにあたり、本系列は特急用車両に指定された。戦時下に間引かれた1000型のクロスシートが復旧したのもこの年である。特急用となったのは1003・1004・1007・1008・1101・1102・1502・1510・1512の9両である。特急運用は1810系が登場した1956年まで続けられた。

### 運用末期
1000型・1100型は張り上げ屋根であったが、1953年までに側面幕板部に樋が設置されている。1810系就役によって特急運用を離脱した1956年、1000型はクロスシートをロングシートに改造されると同時に、貫通側の運転台を撤去した。1958年には1100型も同様に片運転台化、1500型は中間車化された。
1960年からは地下線による淀屋橋乗り入れに備えて天井を金属化、車内照明が蛍光灯に変更され、側面窓には保護棒が設置されている。続いて1962年には車内放送装置と扇風機が設置された。1964年には流線型側の先頭車にジャンパ栓を設置し、これにより流線型先頭車同士が向かい合っても連結可能とした。
その後1966年から、おもに正面窓がアルミサッシに取り替えられ、1967年ごろからは、一部車両の台車が600系 (2代)と同様に、板ばねによる枕ばねをオイルダンパ付コイルばねに交換改造されている。
1964年から1965年にかけて、1515 - 1518を電装し中間電動車の1280型1281 - 1284に改番し、1968年には1203と1204も運転台を両方とも撤去して1285・1286となった。また、1505は1966年8月に当時の蒲生信号所で発生した追突事故に遭遇し、休車処分の後そのまま廃車となっている。
特急運用離脱後も急行などに使用されてきた本系列であったが、600系 (2代)・2000系・2200系・2400系などの増備により、支線を中心とした普通列車やラッシュ時の三条からの宇治線直通急行の運用、および近鉄京都線（旧奈良電気鉄道）京都駅への乗り入れがメインとなった。しかし、特に車幅が狭く、収容力で見劣りがすることから、台車と電装品を流用した更新車両に作り替えることとなり、1968年から廃車が始まった。
1970年までに全車が廃車となり、700系 (2代)に走行機器は再利用された。